# Campionati europei di atletica leggera 2010 - Salto in alto maschile
La competizione si è svolta tra il 27 ed il 29 luglio 2010.

## Podio
| #       | Atleta           | Nazionalità | Misura | Note                                     |
| ------- | ---------------- | ----------- | ------ | ---------------------------------------- |
| Oro     | Aleksandr Šustov | Russia      | 2.33   |                                          |
| Argento | Ivan Ukhov       | Russia      | 2.31   |                                          |
| Bronzo  | Martyn Bernard   | Regno Unito | 2.29   | Miglior prestazione personale stagionale |

## Record
Prima di questa competizione, il record del mondo (RM), il record europeo (EU) ed il record dei campionati (RC) sono i seguenti:
| Record                | Prestazione | Atleta                | Data                             | Competizione             |
| --------------------- | ----------- | --------------------- | -------------------------------- | ------------------------ |
| Record mondiale       | 2.45m       | Javier Sotomayor Cuba | 27 luglio 1993 Salamanca, Spagna |                          |
| Record europeo        | 2.42m       | Patrik Sjöberg Svezia | 30 giugno 1987 Stoccolma, Svezia |                          |
| Record dei campionati | 2.36m       | Andrey Silnov Russia  | 9 agosto 2006 Göteborg, Svezia   | Europei di atletica 2006 |

## Programma
| Date          | Time  | Round          |
| ------------- | ----- | -------------- |
| July 27, 2010 | 10:15 | Qualificazioni |
| July 29, 2010 | 18:00 | Finale         |

## Risultati

### Qualificazioni
Vanno in finale gli atleti con una misura di almeno 2.28m o almeno le 12 migliori misure.
| Pos. | Gruppo | Atleta               | Paese       | 2.10 | 2.15 | 2.19 | 2.23 | 2.26 | Risultato | Note |
| ---- | ------ | -------------------- | ----------- | ---- | ---- | ---- | ---- | ---- | --------- | ---- |
| 1    | B      | Ivan Ukhov           | Russia      | –    | o    | o    | o    | o    | 2.26      | q    |
| 2    | A      | Aleksandr Šustov     | Russia      | –    | xo   | o    | o    | o    | 2.26      | q    |
| 3    | A      | Marco Fassinotti     | Italia      | o    | o    | xxo  | o    | o    | 2.26      | q    |
| 4    | A      | Aleksey Dmitrik      | Russia      | o    | o    | xxo  | xo   | o    | 2.26      | q    |
| 5    | A      | Jaroslav Bába        | Rep. Ceca   | –    | o    | o    | xo   | xo   | 2.26      | q    |
| 6    | B      | Konstadínos Baniótis | Grecia      | –    | o    | o    | xxo  | xo   | 2.26      | q    |
| 7    | A      | Martyn Bernard       | Regno Unito | o    | o    | xo   | xxo  | xo   | 2.26      | q    |
| 8    | B      | Linus Thörnblad      | Svezia      | –    | o    | o    | o    | xxo  | 2.26      | q    |
| 9    | A      | Oleksandr Nartov     | Ucraina     | o    | o    | xxo  | o    | xxo  | 2.26      | q,   |
| 10   | A      | Peter Horak          | Slovacchia  | o    | o    | o    | o    | xxx  | 2.23      | q    |
| 10   | B      | Tom Parsons          | Regno Unito | –    | o    | o    | o    | xxx  | 2.23      | q    |
| 12   | A      | Sylwester Bednarek   | Polonia     | o    | o    | o    | xo   | xxx  | 2.23      | q    |
| 13   | B      | Wojciech Theiner     | Polonia     | o    | o    | xo   | xo   | xxx  | 2.23      |      |
| 14   | A      | Filippo Campioli     | Italia      | –    | o    | o    | xxo  | xxx  | 2.23      |      |
| 15   | B      | Viktor Ninov         | Bulgaria    | xo   | o    | xo   | xxo  | xxx  | 2.23      |      |
| 16   | B      | Konrad Owczarek      | Polonia     | o    | o    | o    | xxx  |      | 2.19      |      |
| 17   | B      | Andriy Protsenko     | Ucraina     | o    | xo   | o    | xxx  |      | 2.19      |      |
| 18   | B      | Silvano Chesani      | Italia      | o    | o    | xo   | xxx  |      | 2.19      |      |
| 18   | A      | Mihai Donisan        | Romania     | o    | o    | xo   | xxx  |      | 2.19      |      |
| 18   | B      | Normunds Pūpols      | Lettonia    | o    | o    | xo   | xxx  |      | 2.19      |      |
| 21   | B      | Dmytro Demyanyuk     | Ucraina     | –    | xo   | xo   | xxx  |      | 2.19      |      |
| 21   | A      | Osku Torro           | Finlandia   | –    | xo   | xo   | xxx  |      | 2.19      |      |
| 23   | A      | Martijn Nuijens      | Paesi Bassi | o    | xo   | xxo  | xxx  |      | 2.19      |      |
| 24   | B      | Javier Bermejo       | Spagna      | o    | o    | xxx  |      |      | 2.15      |      |
| 24   | B      | Rožle Prezelj        | Slovenia    | o    | o    | xxx  |      |      | 2.15      |      |
| 26   | A      | Janick Klausen       | Danimarca   | o    | xo   | –    | xxx  |      | 2.15      |      |
| 27   | A      | Simón Siverio        | Spagna      | xo   | xo   | xxx  |      |      | 2.15      |      |

### Finale
| Pos.    | Atleta               | Paese       | 2.19 | 2.23 | 2.26 | 2.29 | 2.31 | 2.33 | 2.35 | Risultato | Note                                     |
| ------- | -------------------- | ----------- | ---- | ---- | ---- | ---- | ---- | ---- | ---- | --------- | ---------------------------------------- |
| Oro     | Aleksandr Šustov     | Russia      | o    | o    | o    | xo   | xxo  | o    | xxx  | 2.33      | =                                        |
| Argento | Ivan Ukhov           | Russia      | o    | xo   | o    | xxo  | xo   | x-   | xx   | 2.31      |                                          |
| Bronzo  | Martyn Bernard       | Regno Unito | -    | xxo  | x-   | o    | xxx  |      |      | 2.29      | Miglior prestazione personale stagionale |
| 4       | Linus Thörnblad      | Svezia      | o    | o    | o    | xo   | xxx  |      |      | 2.29      |                                          |
| 5       | Jaroslav Bába        | Rep. Ceca   | o    | o    | xo   | xxx  |      |      |      | 2.26      |                                          |
| 6       | Oleksandr Nartov     | Ucraina     | xo   | xxo  | xo   | xxx  |      |      |      | 2.26      | =                                        |
| 7       | Aleksey Dmitrik      | Russia      | xo   | o    | xxo  | xxx  |      |      |      | 2.26      |                                          |
| 8       | Konstadínos Baniótis | Grecia      | o    | o    | xxx  |      |      |      |      | 2.23      |                                          |
| 9       | Marco Fassinotti     | Italia      | o    | xo   | xxx  |      |      |      |      | 2.23      |                                          |
| 10      | Sylwester Bednarek   | Polonia     | o    | xxx  |      |      |      |      |      | 2.19      |                                          |
| 10      | Peter Horak          | Slovacchia  | o    | xxx  |      |      |      |      |      | 2.19      |                                          |
|         | Tom Parsons          | Regno Unito | xxx  |      |      |      |      |      |      | NM        |                                          |